# Eduard Karaman
Eduard Karaman (1849. — 1923.), hrvatski liječnik i entomolog amater. Prvi entomolog u gradu Splitu, čija je zbirka jedna od osnova splitskog Prirodoslovnog muzeja.

## Životopis
Rodio se je u Splitu 1849. godine. Završio je za liječnika i stažirao je u austro-ugarskoj vojsci. U Splitu je došao na mjesto kotarskog liječnika. Obilazio je teren na relaciji Split Omiš, - najdalje do Metkovića, Dugopolje, Sinj, Muć, Knin, Solin, Kaštela, Trogir, Vranjica. Na terenskim obilascima lovio je kukce za svoju zbirku. Bio je gradski vijećnik i politički aktivan kao narodnik, t.j. bio je hrvatski usmjeren. Svoju je zbirku darovao gradu Splitu. Prirodoslovac Girometta je poslije Karamanove smrti 1923. nagovorio gradonačelnika neka grad Split svakako uzme zbirku te se izborio da se osnuje Prirodoslovni muzej, da Karamanova zbirka ostane u Splitu i ne završi poput brojnih nalaza prirodnina iz Splita koje su krasile bečke i peštanske muzeje.